# Stefan Łukowicz
Stefan Łukowicz (ur. 26 sierpnia 1894 w Dziemianach, zm. 8 lipca 1942 w Lasach Palędzkich) – major piechoty Wojska Polskiego, działacz niepodległościowy, kawaler Orderu Virtuti Militari, szef sztabu Komendy Okręgu Poznań ZWZ.

## Życiorys
Urodził się 26 sierpnia 1894 w Dziemianach, w rodzinie Jana, obywatela ziemskiego i Józefiny z Bukowskich. Ukończył gimnazjum humanistyczne w Chojnicach, członek tajnych organizacji (Towarzystwa Filomatów im. Tomasza Zana i Polskich Drużyn Strzeleckich).
W latach 1914–1918 służył w armii niemieckiej (ukończył kurs podchorążych), po czym został zdemobilizowany. Od grudnia 1918 roku był aktywnym działaczem kaszubskiej Straży Obywatelskiej i Organizacji Wojskowej Pomorza. Uczestnik akcji rozbrajania Grenzschutzu w Kościerzynie i Lipuszu. Poszukiwany przez policję niemiecką w marcu 1919 przekroczył granicę i wstąpił w Poznaniu do 1 pułku ułanów Wielkopolskich. Następnie został skierowany do tworzenia oddziałów Dywizji Strzelców Pomorskich, po czym zajmował stanowisko oficera łącznikowego w sztabie tejże dywizji. W stopniu podporucznika uczestniczył w wojnie polsko-bolszewickiej na stanowisku dowódcy 3. kompanii ciężkich karabinów maszynowych 66 Kaszubskiego pułku piechoty. Ciężko ranny 3 sierpnia 1920 w walkach pod Mokranami Nowymi. Za wykazane w tej bitwie męstwo został później odznaczony Krzyżem Srebrnym Orderu Virtuti Militari. Skierowany na leczenie do poznańskiego szpitala wojskowego, po wyzdrowieniu powrócił do służby w 66 pp. W międzyczasie został awansowany na porucznika.
Na dzień 1 czerwca 1921 przynależał ewidencyjnie nadal do 66 pułku piechoty i jako oficer przydzielony służył w Okręgowej Szkole Podoficerskiej Nr 8. 3 maja 1922 został zweryfikowany w stopniu porucznika ze starszeństwem z dniem 1 czerwca 1919 i 134. lokatą w korpusie oficerów piechoty. 31 marca 1924 prezydent RP nadał mu stopień kapitana ze starszeństwem z dnia 1 lipca 1923 i 100. lokatą w korpusie oficerów piechoty. Do 1926 roku pełnił służbę w 66 pułku piechoty, między innymi na stanowisku dowódcy kompanii piechoty, po czym przeniesiony został do Szkoły Podoficerów Zawodowych Piechoty w Grudziądzu na stanowisko wykładowcy. W roku 1928 jako etatowy oficer 66 pp znajdował się w kadrze oficerów piechoty i pełnił służbę w Szkole Podoficerów Zawodowych Piechoty. W 1931 ukończył kursu dowódców batalionów w Centrum Wyszkolenia Piechoty w Rembertowie. Jesienią tego roku przeniesiony został do 57 pułku piechoty w Poznaniu. 17 grudnia 1931 prezydent RP nadał mu z dniem 1 stycznia 1932 stopień majora w korpusie oficerów piechoty i 11. lokatą. W marcu 1932 został przeniesiony do 58 pułku piechoty w Poznaniu na stanowisko dowódcy I batalionu. W lipcu 1935 roku został zwolniony z zajmowanego stanowiska i oddany do dyspozycji dowódcy Okręgu Korpusu Nr VII. W tym samym roku został przeniesiony w stan spoczynku. Mieszkał w Poznaniu przy ul. Wyspiańskiego 25.
Od roku 1939 członek Tajnej Organizacji Konspiracyjnej, na stanowisku dowódcy IV batalionu 360 pułku piechoty uczestniczył w obronie Warszawy we wrześniu 1939 (został ranny w dniu 12 września podczas akcji rozpoznawania Okęcia). Organizator struktur Związku Walki Zbrojnej w Wielkopolsce i na Pomorzu. Zajmował stanowiska komendanta Inspektoratu Rejonowego Poznań ZWZ i szefa sztabu Komendy Okręgu Poznań ZWZ. Aresztowany przez Gestapo w dniu 10 września 1941 w Poznaniu, został umieszczony w policyjnym więzieniu w Forcie VII i poddany okrutnemu śledztwu. Skazany w czerwcu 1942 roku na karę śmierci. 8 lipca 1942 został rozstrzelany w Lasach Palędzkich. Pośmiertnie awansowany do stopnia podpułkownika. 
Był żonaty z Zofią Wierzbińską, ich małżeństwo było bezdzietne.

## Ordery i odznaczenia
- Krzyż Srebrny Orderu Virtuti Militari nr 2472[2][29]
- Krzyż Srebrny Orderu Virtuti Militari nr 12803 – 19 sierpnia 1948[d]
- Krzyż Niepodległości – 28 grudnia 1933 „za pracę w dziele odzyskania niepodległości”[30][31] zamiast uprzednio (9 stycznia 1932) nadanego Medalu Niepodległości[32][33]
- Krzyż Walecznych po raz pierwszy[34] (trzykrotnie[5])
- Medal Wojska czterokrotnie[4]
- Krzyż Armii Krajowej[5]
- Medal Pamiątkowy za Wojnę 1918–1921[34][35]
- Medal Dziesięciolecia Odzyskanej Niepodległości[34][35]
- Brązowy Medal za Długoletnią Służbę[35]
- Odznaka za Rany i Kontuzje z jedną gwiazdką[36]